# Teoría tritubercular
La teoría tritubercular atiende al origen de la morfología de los molares de mamíferos. Fue desarrollada por el paleontólogo norteamericano Edward Drinker Cope en 1873 y ampliada por Henry Fairfield Osborn en sucesivos trabajos.
La teoría propone que el diente molar de los mamíferos parte de un diente de una sola cúspide como el de los reptiles. A cada lado de la corona de este diente se forman una cúspide extra formando un tipo de diente de tres cúspides desiguales llamado "protodonte". Cuando las cúspides laterales se desarrollan como la cúspide central, el diente molar se transforma en "triconodonte", un diente en el que las tres cúspides están colocados en una misma fila. Luego se forma un triángulo, que en los molares superiores se llama trígono y en los inferiores trigónido, debido a que las cúspides laterales se han desplazado en los molares superiores al lado externo y en los inferiores, al lado interno. Este molar representa el tercer estadio llamado "tritubercular". La cúspide principal, central, llamada protocono en los molares superiores  y protocónido en los inferiores, era considerada homóloga a la cúspide única de los reptiles con coronas haplodontes, aunque más tarde esto fue descartado por evidencias paleontológicas y embriológicas que sugerían que otras cúspides, principalmente el paracono (cúspide externa y anterior), se habrían desarrollado primero.
Esta teoría solamente se refería a los dientes molares, considerando que los dientes premolares evolucionaron de una manera diferente, debido a que se sostenía que la cúspide principal interna de los premolares superiores se había desarrollado del cíngulo interno y por lo tanto no equivalía al protocono. Debido a esto se la denomino deuterocono. Esto fue criticado por otros naturalistas, como por ejemplo el paleontólogo argentino Santiago Roth, que argumentaban que algunos premolares tienen una morfología idéntica a las de los molares y por lo tanto se habrían desarrollado de igual manera.
A la teoría tritubercular se le opuso originalmente la teoría de la concrescencia, desarrollada desde el punto de vista de la embriología; y según esta teoría, actualmente en desuso, los molares plexodontes se habrían formado por la fusión de dientes simples.